# Toposero
Der Toposero (russisch Топо́зеро, finnisch Tuoppajärvi) ist ein 986 km² großer See im Rajon Louchi in der Republik Karelien im Nordwesten Russlands. 
Im See befinden sich 144 Inseln mit einer Gesamtfläche von 63 km², hauptsächlich am Südwestufer. Der See hat einen stark gewundenen Uferverlauf mit vielen Buchten. Sein Uferbereich ist flach und steinig. Er liegt in einer Landschaft aus Nadel- und Mischwäldern.  
Von Ende November bis Ende Mai ist der See gefroren.
Der Toposero ist über einen Kanal mit dem Fluss Pongoma verbunden, der in das Weiße Meer mündet.
Am Nordwest-Ende des Sees entwässert der Fluss Kowda (auch Sofjanga, Софьянга) den Toposero zum nahe gelegenen See Pjaosero. 
Seit Inbetriebnahme des Wasserkraftwerks von Kumsk im Jahr 1966 und dem Aufstau der oberstrom gelegenen Gewässer gehört der Toposero zum zugehörigen Stauseensystem.
Zusätzlich ist der Toposero über einen Kanal mit dem Fluss Pongoma verbunden, der in südöstlicher Richtung zum Weißen Meer fließt.
Folgende Fische werden u. a. im Toposero gefangen: Kleine Maräne, Coregonus, Äsche und Stint. 
Der See wird auch für Kanutouren genutzt. Auf dem See gibt es auch Flößerei.